# Comuna Malu Mare, Dolj
Malu Mare este o comună în județul Dolj, Oltenia, România, formată din satele Malu Mare (reședința) și Preajba.

## Demografie
Componența etnică a comunei Malu Mare
     Români (79,52%)
     Romi (4,7%)
     Alte etnii (0,38%)
     Necunoscută (15,39%)
Componența confesională a comunei Malu Mare
     Ortodocși (81,9%)
     Alte religii (1,72%)
     Necunoscută (16,38%)
Conform recensământului efectuat în 2021, populația comunei Malu Mare se ridică la 7.548 de locuitori, în creștere față de recensământul anterior din 2011, când fuseseră înregistrați 3.780 de locuitori. Majoritatea locuitorilor sunt români (79,52%), cu o minoritate de romi (4,7%), iar pentru 15,39% nu se cunoaște apartenența etnică. Din punct de vedere confesional, majoritatea locuitorilor sunt ortodocși (81,9%), iar pentru 16,38% nu se cunoaște apartenența confesională.

## Politică și administrație
Comuna Malu Mare este administrată de un primar și un consiliu local compus din 15 consilieri. Primarul, Ion Spătărelu[*], de la Partidul Social Democrat, este în funcție din 1 noiembrie 2024. Începând cu alegerile locale din 2024, consiliul local are următoarea componență pe partide politice:
|  | Partid                          | Consilieri | Componența Consiliului | Componența Consiliului | Componența Consiliului | Componența Consiliului | Componența Consiliului | Componența Consiliului |
|  | ------------------------------- | ---------- | ---------------------- | ---------------------- | ---------------------- | ---------------------- | ---------------------- | ---------------------- |
|  | Partidul Național Liberal       | 6          |                        |                        |                        |                        |                        |                        |
|  | Partidul Social Democrat        | 6          |                        |                        |                        |                        |                        |                        |
|  | Alianța pentru Unirea Românilor | 2          |                        |                        |                        |                        |                        |                        |
|  | Uniunea Salvați România         | 1          |                        |                        |                        |                        |                        |                        |